# Synanthedon mesiaeformis
Synanthedon mesiaeformis is een vlinder uit de familie wespvlinders (Sesiidae), onderfamilie Sesiinae.
Synanthedon mesiaeformis is voor het eerst wetenschappelijk beschreven door Herrich-Schäffer in 1846. De soort komt voor in het Palearctisch gebied.